# Kahramankazan
Kahramankazan (před rokem 2016: Kazan) je obec a okres v provincii Ankara v Turecku. Jeho rozloha je 547 km2 a v roce 2022 zde žilo 59 123 obyvatel. Leží na rovině Akıncı na severozápad od města Ankara. Jeho nadmořská výška je 892 m.

## Dějiny
Archeologický výzkum ukázal, že rovina má dlouhou minulost, sahající až do pravěku. Nálezy při vykopávkách mohyly Bitik Höyük pocházejí z doby měděné.

## Kahramankazan dnes
Dnes je tato oblast oblíbeným víkendovým útočištěm obyvatel Ankary. Kahramankazan je rušné malé město s pivovarem a cementárnou.
V městské čtvrti Fethiye se nachází Turecké středisko pro vesmírné systémy, integraci a testování (UMET), otevřené v listopadu 2011.
Velké ložisko tronové rudy, které leží 600 m pod zemí, je ve městě těženo a zpracováváno společností Kazan Soda Elektrik ze Ciner Holding.
Město bylo přejmenováno na Kahramankazan (Hrdina Kazan) v roce 2016 kvůli roli místních obyvatel v boji proti pokusu o turecký převrat v roce 2016.

### Teroristický útok 2024
Dne 23. října 2024 došlo k výbuchu v sídle Turkish Aerospace Industries v Kahramankazanu. Mnozí byli zabiti a zraněni a někteří jsou v Turecku známí jako mučedníci. Výbuch byl označen za teroristický útok.

## Členění
V okrese Kahramankazan je 48 čtvrtí:
- Ahi
- Akçaören
- Akıncı
- Alpagut
- Aşağıkaraören
- Atatürk
- Aydın
- Bitik
- Çalta
- Ciğir
- Çimşit
- Dağyaka
- Dutözü
- Emirgazi
- Fatih
- Fethiye
- Günbaşı
- Güvenç
- İçören
- İmrendi
- İnceğiz
- İne
- İymir
- Kanuni Sultan Süleyman
- Karalar
- Kayı
- Kılıçlar
- Kınık
- Kışla
- Kumpınar
- Örencik
- Orhaniye
- Peçenek
- Sancar
- Saraç
- Saray
- Sarıayak
- Sarılar
- Satıkadın
- Soğucak
- Tekke
- Uçarı
- Yakupderviş
- Yassıören
- Yavuz Sultan Selim
- Yayalar
- Yazıbeyli
- Yıldırımbeyazıt